# Dược

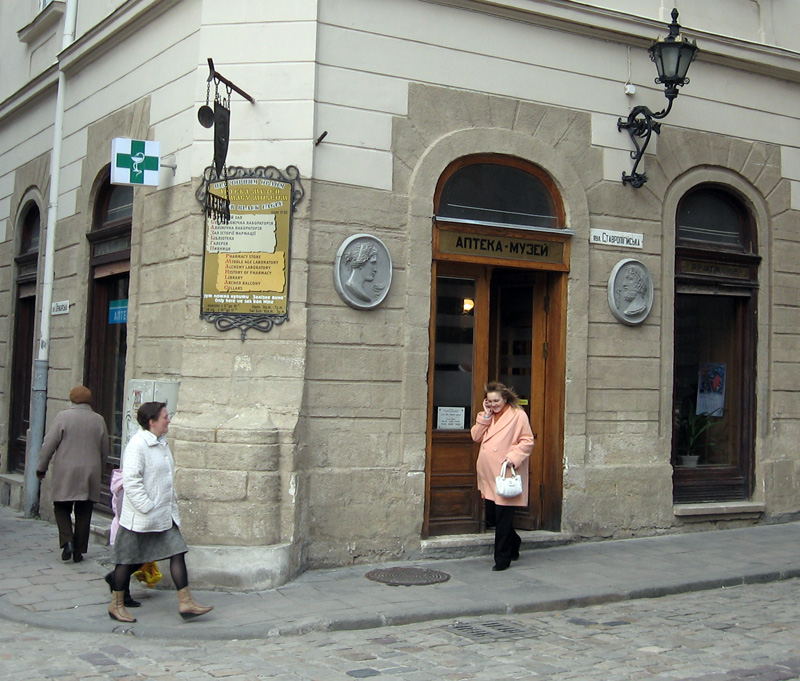
Một hiệu dược ở Nga

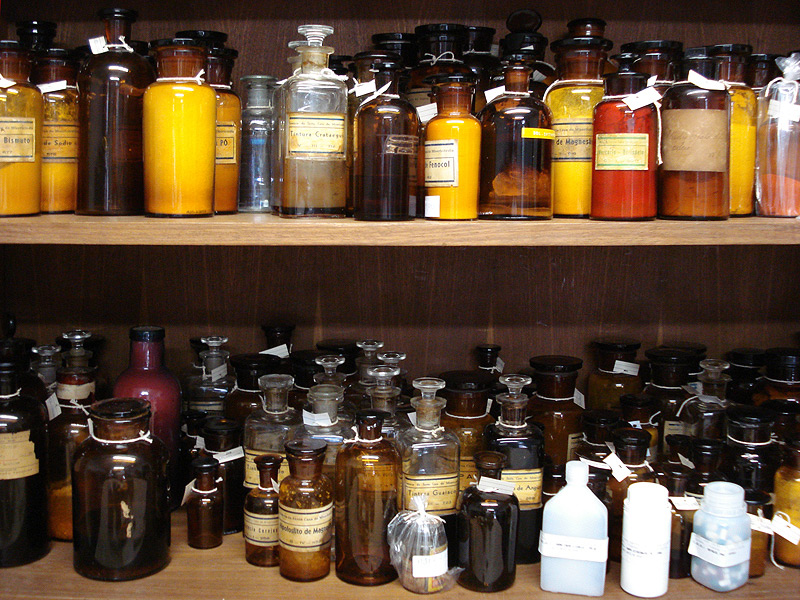
Bên trong một tiệm thuốc

Dược, dược học hay ngành dược (tiếng Anh: Pharmacy) là tên gọi chỉ chung về một ngành nghề y tế trong đó chuyên về bào chế, sản xuất các loại thuốc (dược phẩm) cũng như thực hiện việc phân phối thuốc chữa bệnh. Người hành nghề trong ngành dược được gọi là dược sĩ. Ngành dược có liên hệ trực tiếp và mật thiết nhất đối với ngành y (cụm từ Y-dược thường được đi liền với nhau). Ngành dược có liên hệ mật thiết đến ngành hóa học và có trách nhiệm đảm bảo sử dụng an toàn và hiệu quả của các loại thuốc dược phẩm.

## Tổng quan
Thuật ngữ dược trong nhiều ngôn ngữ châu Âu xuất phát từ tiếng Hy Lạp: φάρμακον (pharmakon), có nghĩa là "thuốc" hay "y học" (hình thức sớm nhất của từ này là của Hy Lạp Mycenaean pa-ma-ko). Sau đó thuật ngữ được sử dụng từ thế kỷ 17.
Phạm vi hành nghề dược bao gồm vai trò truyền thống như bào chế và phân phát thuốc, và nó cũng bao gồm các dịch vụ hiện đại hơn liên quan đến chăm sóc sức khỏe, bao gồm cả các dịch vụ lâm sàng, xem xét các loại thuốc an toàn và hiệu quả, và cung cấp thông tin thuốc. Dược sĩ là chuyên gia điều trị bằng thuốc và các chuyên gia sức khỏe ban đầu tối ưu hóa thuốc sử dụng để cung cấp cho bệnh nhân với những kết quả tích cực.
Cơ sở dược (theo nghĩa đầu tiên) là thực hành được gọi là một hiệu thuốc hay tiệm thuốc hoặc nhà thuốc hay đơn giản là cửa hàng thuốc. Tại Hoa Kỳ và Canada, các cửa hàng thuốc thường được bán không chỉ thuốc mà còn các thứ tạp phẩm khác như bánh kẹo, mỹ phẩm, và các tạp chí, cũng như đồ giải khát giống như các cửa hàng tạp hóa.

## Các lĩnh vực nghiên cứu của ngành dược
Bao gồm các lĩnh vực nghiên cứu tập trung vào cấu trúc, tác động, cách thức phân tán và khả năng hấp thụ của các loại dược phẩm. Các nhà khoa học áp dụng những kiến thức có được từ hóa học (vô cơ, đặc tính vật lý, hóa sinh, phân tích), sinh học (giải phẫu, sinh lý học, sinh hóa, tế bào học, phân tử học), dịch tễ học, số liệu thống kê, đo lường bằng hóa chất, toán học, vật lý và các kỹ thuật hóa học
Các lĩnh vực nghiên cứu của ngành dược còn được phân loại cụ thể thành nhiều lĩnh vực khác nhau và chủ yếu bao gồm 4 nhánh chính:
1.Dược lý học: Là nhánh nghiên cứu về các ảnh hưởng sinh hóa và sinh lý học lên cơ thể người, bao gồm:
- Dược lực học: Nghiên cứu về các sự tương tác giữa tế bào và phân tử có trong thành phần của thuốc tác động lên từng bộ phận trên cơ thể thông qua các thụ quan. Có thể hiểu ngắn gọn là: “Tác động của thuốc đến cơ thể người”
- Dược động học: Nghiên cứu về những yếu tố kiểm soát đến sự tích tụ của thuốc đến từng bộ phận của cơ thể người. Đơn giản là: “Tác động của cơ thể đến thuốc”
- Độc chất học: Nghiên cứu về những nguy hại hay độc tính xuất phát từ dược phẩm
- Dược gen học: Nghiên cứu về những đặc tính di chuyền xuất phát từ sự tương tác giữa dược phẩm và sinh vật
2. Hóa dược: Là một nhánh nghiên cứu về xây dựng cấu trúc thuốc để tối ưu dược động học và dược lực học, bao gồm cả quá trình tổng hợp của các phân tử thuốc mới
3. Bào chế thuốc: Là một nhánh nghiên cứu và xây dựng công thức thuốc để tối đa hóa việc hấp thụ thuốc, đặc tính ổn định, dược động học và khả năng tiếp nhận thuốc của bệnh nhân
4. Dược liệu học: Là nhánh nghiên cứu về dược liệu có nguồn gốc từ tự nhiên
Với việc ngày càng nhiều nghiên cứu được công bố và mở rộng các lĩnh vực nghiên cứu của ngành dược, những phân ngành nhỏ sẽ được tiếp tục bổ sung thêm vào danh sách trên. Quan trọng hơn hết đó là những kiến thức thu được sẽ làm cho ranh giới giữa các chuyên ngành riêng lẻ của dược học đang dần mờ nhạt hơn. Đã có những khái niệm cơ bản được liên kết với nhau đến các lĩnh vực của ngành dược, chúng cũng đã góp phần tạo ra những hiểu biết chung có thể áp dụng được từ tất cả các lĩnh vực có được từ nghiên cứu dược học và liệu pháp sử dụng dược phẩm
Hiện nay, ngành Dược đang dần hình thành và xuất hiện một lĩnh vực mới đó là Dược học số, nó nhằm để miêu tả các hiểu về sử dụng thuốc và dược phẩm thông qua ứng dụng, đánh giá và công nghệ internet, lĩnh vực này sẽ cải thiện hiểu biết việc sử dụng dược phẩm từ người bệnh

## Ngành nghề
Theo Liên đoàn Dược quốc tế ước tính có khoảng 5,6 triệu dược sỹ và các nhân sự khác thuộc ngành dược trên thế giới tính đến năm 2017

### Dược sỹ
Dược sỹ là những chuyên viên y tế với bằng cấp và được đào tạo chuyên biệt, thực hiện nhiều vai trò khác nhau nhằm mục đích đảm bảo kết quả sức khoẻ tốt nhất cho bệnh nhân thông qua việc sử dụng các loại dược phẩm. Ngoài ra dược sỹ còn có thể mở những hiệu thuốc nhỏ mà họ được cấp phép hoạt động. Cùng với hiểu biết về tác động của từng loại dược phẩm cụ thể, cách thức trao đổi chất, chi tiết ảnh hưởng đến chức năng sinh lý của cơ thể người, dược sỹ là người có vai trò quan trọng trong việc sử dụng thuốc điều trị cho người bệnh
Đơn vị đại diện của dược sỹ đó là Liên đoàn Dược quốc tế (FIP). Ở cấp quốc gia, họ được thay mặt đại diện bởi những hiệp hội chuyên nghiệp chẳng hạn như: Hiệp hôi Dược hoàng gia (Royal Pharmaceutical Society – RPS) tại Anh, Dược khoa hội Australia (Pharmacy Guild of Australia – PSA), Hội liên hiệp dược sỹ Canada (Canadian Pharmacist Association – CPA), Hội liên hiệp dược sỹ Ấn Độ (Indian Pharmacist Association – IPA), Pakistan (Pakistan Pharmacist Association – PPA), Hoa Kỳ (American Pharmacists Association – APA)
Ở một số nơi, những tổ chức đại diện sẽ bao gồm cả chức năng đăng ký nhằm đảm bảo dược sỹ trong ngành tuân thủ các quy tắc và đạo đức nghề nghiệp
Tại Hoa Kỳ, các mục phân loại cụ thể của chuyên ngành dược được thực hiện bởi Hội đồng chuyên ngành Dược bao gồm: tim mạch, các bệnh truyền nhiễm, ung thư, phương pháp sử dụng thuốc, hạt nhân, dinh dưỡng, tâm thần học. Với những dược sỹ công tác trong ngành Dược lão khoa sẽ được cấp giấy hành nghề bởi Hội đồng dược lão khoa, hay như Hội đồng ứng dụng độc chất học sẽ chứng nhận cho dược sỹ hay những nhân viên y tế trong ngành Độc chất học

### Kỹ thuật viên dược phẩm
Kỹ thuật viên dược phẩm là những người hỗ trợ công việc cho dược sỹ và các nhân viên y tế với nhiều chức năng, nhiệm vụ khác nhau, bao gồm bào chế và phân phối thuốc kê đơn, các thiết bị y tế đến người bệnh và giải thích chi tiết cách sử dụng. Ngoài ra, họ còn thực hiện các công tác quản lý trong ngành dược như đánh giá những yêu cầu từ trước từ các phòng khám và công ty bảo hiêm để đảm báo tính chính xác việc sử dụng dược phẩm và thanh toán hoá đơn
Ở Anh, Kỹ thuật viên dược phẩm gần đây được đề cập đến như một ngành nghề riêng biệt. Trong điều luật có yêu cầu một số các hoạt động của kỹ thuật viên dược phẩm cần phải đuọc giám sát bởi dược sỹ. Phần lớn kỹ thuật viên dược phẩm sẽ làm việc tại các vùng dân cư. Đối với những bệnh viện thì những kỹ thuật viên này sẽ chịu sự quản lý bởi kỹ thuật viên cấp cao. Ngành nghề này đang dần trở nên phổ biến và chịu trách nhiệm quản lý phòng dược phẩm và các lĩnh vực đặc thù trong thực hành dược, việc này này đã định hình được vai trò của kỹ thuật viên dược phẩm như là tư vấn viên y tế, giao tiếp chủ yếu với người bệnh và trong công tác nghiên cứu.
Ngành nghề này tại Anh sẽ được đăng ký và cấp phép hoạt động bởi Hội đồng Dược Học Trung Ương, đơn vị này sẽ quản lý các dược sỹ, kỹ thuật viên dược phẩm và các tiền đề liên quan đến ngành dược
Còn tại Hoa Kỳ, kỹ thuật viên dược phẩm sẽ chịu sự quản lý từ dược sỹ. Mặc dù họ thực hiện các công việc như bào chế, phân phát, tổng hợp dược phẩm và một số công việc liên quan dưới sự giám sát, nhưng họ không được phép tư vấn cho người bệnh về công dụng của các loại dược phẩm